# رتالوولو
رتالوولو (به اسپانیایی: Retalhuleu) مرکز شهرستان رتالوولو در گواتمالا است که در جنوب غربی این کشور واقع شده‌است. رتالوولو علاوه بر این مرکز شهرداری آن نیز به حساب می‌آید و مساحت آن برابر با ۷۹۶ کیلومتر مربع است و جمعیتی بالغ بر ۴۰٬۰۰۰ نفر دارد و ۲۳۲ متر بالاتر از سطح دریا واقع شده‌است.

## ورزش
باشگاه فوتبال محلی آن یونتود رتالتکا است که در صدر جدول رقابتهای فوتبال گواتمالا قرار دارد.

## مناظر
- Map of Retalhuleu